# Strada principale 459
La strada principale 459 (H459; in tedesco Hauptstrasse 459; in francese route principale 459) è una delle strade principali della Svizzera. Non è contrassegnata da una tavoletta numerata.

## Percorso
La strada collega Appenzello a Hundwil e è connessa con la strada principale 448 e la strada principale 463. 
| Strada principale 459 |             |                    |
| Tipo                  | Indicazione | Cantone            |
|                       | H448        | Appenzello Interno |
|                       | Appenzello  | Appenzello Interno |
|                       | Hundwil     | Appenzello Esterno |
|                       | H463        | Appenzello Esterno |